# Pablo Ibar
Pablo Manuel Ibar, conocido como Pablo Ibar (Fort Lauderdale, Florida, 1 de abril de 1972), es un preso hispano-estadounidense condenado a cadena perpetua tras tres juicios en los que fueron comprobadas varias irregularidades y manipulaciones de pruebas y testigos. Se le acusa de un triple asesinato cometido en Florida el 26 de junio de 1994 conocido como "Los crímenes de Miramar", en el cual fueron asesinados Casimir Sucharski, dueño del club nocturno "Casey's Nickelodeon", y las bailarinas Sharon Anderson y Marie Rogers. Pablo Ibar, que permanece en prisión desde 1994, siempre ha sostenido su inocencia. En junio de 2025 un nuevo testigo del caso afirmó conocer a los verdaderos autores del crimen, lo que permitió programar una nueva vista oral con el juez para la solicitud de un nuevo juicio en el que podría probarse finalmente la inocencia de Pablo Ibar.
Pablo Ibar estuvo condenado a muerte durante 16 años, entre 2000 y 2016, cumpliendo condena en el corredor de la muerte en la Prisión Estatal de Florida, en Raiford, hasta que en el año 2016 el Tribunal Supremo de Florida anuló dicha condena y ordenó repetir el juicio tras considerar que había tenido una defensa letrada ineficaz y que las pruebas por las que había sido condenado eran “escasas” y “débiles”.
El 22 de mayo de 2019, tras su tercer juicio, fue condenado a cadena perpetua con las mismas pruebas que el Tribunal Supremo de Florida había considerado en 2016 “escasas” y “débiles” y que fueron motivo de repetición del juicio. Durante este juicio, después de haber emitido el veredicto por unanimidad, uno de los miembros del jurado se retractó del veredicto de culpabilidad denunciando presiones durante el juicio. Sin embargo, el juez del caso, Dennis Bailey, simplemente decidió expulsarle, reemplazarle por un suplente y repetir la votación del jurado, no permitiéndole participar en la deliberación sobre la condena que se le impondría a Pablo Ibar.

## Pablo Ibar
Cándido Ibar, padre de Pablo Ibar, emigró a Estados Unidos, donde hizo carrera como pelotari. Cándido contrajo matrimonio en 1971 con Cristina Casas, de origen cubano. De esa unión nacieron Pablo Ibar, en 1972, y su hermano Michael, en 1976. Pablo Ibar es sobrino del legendario boxeador tristemente fallecido José Manuel Ibar "Urtain". Pablo Ibar comenzó a entrenar y preparase para ser pelotari profesional; de hecho, su estreno como profesional se antojaba inminente. Sin embargo el destino no quiso que así fuera; una pelota le golpeó con violencia en la ceja derecha, y aunque el percance quedó en quince puntos de sutura, Pablo Ibar recibió el consejo habitual tras un primer impacto serio de tomar cierta distancia durante un tiempo.
Mientras vivía en Connecticut, su madre, Cristina Casas, fue diagnosticada con cáncer, y fue entonces el propio Cándido quien aconsejó a su hijo, que tenía 21 años entonces, que se marchara a Florida durante algún tiempo para acompañar a su madre. Durante este periodo de tiempo que se fue alargando, Pablo se rodeó de malas compañías, aunque también de algunas otras buenas, como la de Tanya Quiñones, chica de la que se enamoró en Florida en su adolescencia y con la que contrajo matrimonio en la cárcel.

## El caso "Los crímenes de Miramar"
El 27 de junio de 1994, los cuerpos de Casimir Sucharski, dueño del club nocturno "Casey's Nickelodeon", y de las bailarinas Sharon Anderson y Marie Rogers aparecieron golpeados y acribillados a tiros dentro del domicilio de Casimir Sucharski en Miramar, Florida, apenas a 20 kilómetros de Dania Beach. Unos pocos días antes, "Butch Casey" (nombre con el que se conocía a Casimir Sucharski) había instalado una cámara de videovigilancia en el salón de su casa, de tal modo que todo lo ocurrido en aquel salón quedó grabado en VHS, aunque eso sí, en blanco y negro, sin audio, granulado, y en general con una calidad pésima. Dos personas entraron por la puerta corredera del salón; una con gorro y gafas, y la otra tapándose la cara con una camiseta. Se sucedieron los golpes, los disparos, el robo del dinero que Casimir Sucharski escondía en sus botas de cowboy, etc. Fueron alrededor de 22 minutos que quedaron grabados en aquella cinta de VHS. Durante el asalto, uno de los perpetradores mostró su rostro durante apenas unos instantes, los que utilizó para limpiarse el sudor con la camiseta que hasta ese momento estaba usando para taparse la cara. Los encargados del caso en la comisaría extrajeron un fotograma del vídeo y lo mandaron al departamento de vídeo para tratar de mejorar la calidad de la imagen, tras lo cual obtuvieron una imagen con más contraste entre las zonas más oscuras y las zonas más claras; sin embargo los rasgos del perpetrador aparecían alterados tras este retoque fotográfico. Este fotograma fue difundido a muchas otras comisarías del estado de Florida.
Tres semanas más tarde, en una comisaría de otro distrito, los detectives Paul Manzella y Craig Scarlett recibieron esta imagen por fax, tras lo cual creyeron reconocer en ese rostro el de Pablo Ibar, que en aquel momento estaba detenido tras acompañar a unos amigos que habían entrado a una casa para robar o comprar cocaína; Pablo Ibar los esperó en el coche y no entró en dicha casa, pero a pesar de ello fue detenido. Tras varios interrogatorios el detective Paul Manzella al final del día le puso sobre la mesa la imagen captada por la cámara de Casimir Sucharski, tras lo cual Paul Manzella miró a los ojos a Pablo Ibar y le dijo: “Te tengo”.
Tras los interrogatorios, los detectives Paul Manzella y Craig Scarlett comenzaron a reunir a varios testigos. Una de las primeras conclusiones a las que llegaron fue que el acompañante de Pablo Ibar en los asesinatos podría ser Seth Peñalver. Lo detuvieron al cabo de unos días y lo incluyeron en el caso, aunque finalmente y tras dos juicios sería declarado no culpable en 2012 tras llegar el jurado a la conclusión de que no había suficientes pruebas para "demostrar su culpabilidad".

### Primer juicio (1997-1998)
El primer juicio contra Pablo Ibar y Seth Peñalver se celebró en Fort Lauderdale, Florida, el día 5 de mayo de 1997, y fue declarado nulo el día 25 de enero de 1998 tras la votación del jurado por 10 a 2 en la que no pudo llegarse a un veredicto unánime de culpabilidad. El juez por tanto declaró nulo el juicio al no haber pruebas dactilares ni de ADN ni unanimidad del jurado, pero sin embargo no se le concedió la libertad a Pablo Ibar.
En el juicio declara por primera vez Gary Foy, que junto al fotograma del vídeo son las únicas y débiles pruebas en las que se ha basado la acusación durante todo el proceso para defender la culpabilidad de Pablo Ibar. Gary Foy es un vecino del asesinado Casimir Sucharski y supuesto testigo visual que declaró haber visto la madrugada del crimen a Pablo Ibar en el coche de Casimir Sucharski junto a un acompañante. No obstante, la credibilidad de Gary Foy quedó totalmente en entredicho tanto en este juicio como en los posteriores, ya que no solo entró en contradicciones sino que además era un consumidor de narcóticos, llegando incluso a demostrarse que tenía problemas con Pablo Ibar. Por todo ello, su testimonio fue rechazado en el juicio en el cual Seth Peñalver fue declarado no culpable. Cabe mencionar que ni las huellas ni el ADN de la camiseta abandonada en la escena del crimen (la cual cubría el rostro del perpetrador) corresponden a las huellas ni al ADN de Pablo Ibar. Por su parte, Tanya Quiñones y Pablo Ibar siempre han asegurado que la noche de los crímenes la pasaron juntos, habiendo dormido ambos esa madrugada en el domicilio de Tanya. De hecho, aquel encuentro amoroso resultó polémico en el ámbito familiar de Tanya, ya que aprovecharon un viaje de los padres de ella a Irlanda para su encuentro íntimo. Fueron descubiertos por la hermana de Tanya, que realizó varias llamadas a Irlanda para avisar a sus padres, llamadas que están reflejadas en una factura telefónica.

### Segundo juicio (1999-2000)
El segundo juicio contra Pablo Ibar dio comienzo el día 11 de enero de 1999. Durante la fase de selección del jurado, el abogado de oficio asignado a Pablo Ibar, Kayo Morgan, fue detenido y acusado de agredir a su mujer, que además estaba embarazada. Pablo Ibar presentó una moción de cese del abogado, que sin embargo fue denegada por el tribunal. También presentó otra moción solicitando el aplazamiento del juicio, la cual fue aprobada. No obstante el juicio de Seth Peñalver siguió adelante y fue condenado a muerte. La labor de Kayo Morgan fue duramente cuestionada por la prensa, que lo tachó de "desastroso abogado", calificando su trabajo de "lleno de errores de bulto que llevaron a su cliente al corredor de la muerte". Antes de fallecer, Kayo Morgan realizó una declaración jurada y firmada en la que reconoció que Pablo Ibar sufrió indefensión por su parte:

“Mi capacidad para representar a Ibar durante el nuevo juicio de 2000 fue deficiente, especialmente en el nivel exigido para un caso de pena de muerte. Pensé que podía superar las circunstancias, pero me equivoqué. El juicio estuvo plagado de ejemplos de mi debilidad y de mis pobres esfuerzos por responder a una agresiva fiscalía”.
Kayo Morgan, abogado de oficio de Pablo Ibar en su segundo juicio.

El juicio se reanudó el día 17 de abril del año 2000, y a pesar de no existir ninguna prueba contra Pablo Ibar, el español fue declarado culpable por el jurado el día 14 de junio. La fase de determinación de la pena se inició el 24 de julio, culminando con la condena a muerte de Pablo Ibar, decisión que se basó en el escaso parecido de Pablo Ibar con el perpetrador del vídeo de pésima calidad y en la inverosímil declaración del testigo Gary Foy que entró en contradicciones.
En este segundo juicio volvió a demostrarse con nuevas pruebas que ni las huellas ni el ADN hallados en la escena del crimen coincidían con los de Pablo Ibar. Cabe mencionar que la camiseta (la cual cubría el rostro del perpetrador) que fue abandonada en la escena del crimen contiene restos de ADN de hasta cinco personas diferentes, las tres víctimas y dos de sexo masculino sin identificar.

### Años de apelaciones, Juan Gispert y William Ortiz (2006-2016)
Durante años, Pablo Ibar, su familia y sus abogados han luchado por la repetición del juicio, apelando en múltiples ocasiones y contando con diferentes abogados.
De la mano de Peter Raben, Pablo Ibar presenta ante el Tribunal Supremo de Florida su primera apelación para la repetición del juicio. Una apelación según la cual a Pablo Ibar le fue negado el derecho a un juicio justo basándose principalmente en que el tribunal que lo condenó tomó una serie de decisiones equívocas basadas en pruebas circunstanciales y de poco fundamento. Sin embargo, el 7 de septiembre de 2006, el Tribunal Supremo de Florida denegó a Pablo Ibar su petición para la celebración de un nuevo juicio.
Pablo Ibar comienza a trabajar con su nuevo abogado, Benjamin Waxman, y deciden volver al tribunal original que condenó a muerte a Pablo Ibar para plantear una moción según la norma 3.851 del Estado de Florida, en la cual explican lo inadecuada que fue la defensa por parte de Kayo Morgan, abogado de oficio con que contaba en aquel momento Pablo Ibar. El día 16 de marzo de 2009 se celebra en el Tribunal del Condado de Broward, Florida, una audiencia probatoria para examinar la moción presentada por la defensa de Pablo Ibar. Poco tiempo antes de la audiencia probatoria, familiares de Pablo Ibar y su nuevo abogado, Benjamin Waxman, acuden al programa televisivo de habla hispana de María Elvira Salazar, llamado "María Elvira Live", donde dan a conocer el caso de Pablo Ibar y gracias al cual, en un programa posterior un hombre llamado Juan Gispert asegura conocer al verdadero culpable de Los Crímenes de Miramar. Su nombre es William Ortiz, y según Juan Gispert, él le confesó los asesinatos. Esto supone una enorme pérdida de tiempo en el objetivo de conseguir un nuevo juicio, puesto que se solicitaron unas pruebas de ADN y huellas dactilares a William Ortiz, que debido a las deliberaciones del juez del Tribunal del Condado de Broward, a la oposición del Estado de Florida y a las exigencias de la fiscalía, se prolongaron en el tiempo trascurriendo años hasta obtener los resultados, los cuales finalmente confirmaron que no correspondían a William Ortiz. Es importante mencionar que la fiscalía fue la encargada de elegir el laboratorio donde se realizaron dichas pruebas de ADN, algo que inquietó y levantó las suspicacias de las personas relacionadas con el caso.
El día 13 de febrero de 2012, el juez Levenson del Tribunal del Condado de Broward finalmente se pronunció, aunque de manera negativa, ya que se negó a conceder un nuevo juicio a Pablo Ibar. La defensa de Pablo Ibar apeló inmediatamente dicha sentencia ante el Tribunal Supremo de Florida, solicitando ante dicho tribunal la anulación de la sentencia y la celebración de un nuevo juicio.
El día 18 de enero de 2016 el Tribunal Supremo de Florida declara inconstitucional el sistema de pena de muerte en Florida. Posteriormente, el día 4 de febrero de 2016 el Tribunal Supremo de Florida anula la condena a muerte dictada en el año 2000 contra Pablo Ibar, significando esto la celebración de un nuevo juicio en los próximos años.

### Tercer juicio (2018-2019)
El día 26 de noviembre de 2018, tras varios meses de espera debido a los aplazamientos, arranca en Fort Lauderdale el tercer juicio contra Pablo Ibar. Si los anteriores dos juicios habían sido controvertidos, este último dejó en entredicho aún más si cabe el sistema judicial de los Estados Unidos, ya que se revelaron sobornos, manipulación de pruebas y manipulación de testigos para acusar a Pablo Ibar.
Compareció nuevamente Gary Foy, el presunto testigo que durante su declaración incurrió en severas contradicciones, admitiendo además no recordar bien lo ocurrido en muchas de las preguntas que le realizó el abogado Benjamin Waxman. Gary Foy también reconoció que en el reconocimiento fotográfico final señaló a Pablo Ibar y a otra persona más con prisa y sin prestar demasiada atención porque su mujer le había dicho que no se inmiscuyera en este asunto. Finalmente cabe mencionar una frase que espetó en este tercer juicio y que deja en el aire la relevancia de sus declaraciones:

"La persona de la foto sacada del vídeo se parece tanto a Pablo Ibar como a un amigo mío de la bolera".
Gary Foy, cuyo testimonio es la base (junto con un fotograma de la cinta de videovigilancia) para que Pablo Ibar continúe en prisión.

Testificó también Gene Klemetzko, el que fuera compañero de piso de Seth Peñalver y de Pablo Ibar antes de los crímenes. Gene Klemetzko, que se cambió el apellido a Tessier, declaró en el juicio de 1999 haber visto a Pablo Ibar y a Seth Peñalver acudir a la casa que compartían por aquel entonces con otras personas para recoger un arma, afirmando que tiempo después habían vuelto subidos a un coche grande y negro para dejar dicha arma. En el contrainterrogatorio declaró que había prestado falso testimonio tanto sobre Pablo Ibar como sobre Seth Peñalver en los distintos juicios, pero aún hubo una sorpresa más, ya que ante las preguntas del abogado Joe Nascimento, de la defensa de Pablo Ibar, Gene Klemetzko declaró, por primera vez en 24 años, que le habían pagado 1000 dólares por testificar en contra de Pablo Ibar, declarando que quien había aprobado dicho pago era el detective del caso Paul Manzella.
También prestó declaración Jay Taylor, amigo de Pablo Ibar en la época que compartía vivienda con otros jóvenes antes de los crímenes. Jay Taylor testificó que durante la investigación, el detective Paul Manzella en varias ocasiones le amenazó para que identificara a Pablo Ibar como la persona que aparece en el fotograma extraído del vídeo de videovigilancia. Jay Taylor, no obstante, declaró que a pesar de dichas amenazas siempre afirmó con rotundidad que ese no era el rostro de Pablo Ibar.
Posteriormente, la defensa exigió la entrega de unas cintas de videovigilancia del local Casey's Nickelodeon, propiedad de la víctima Casimir Sucharski. Se trataba de unas cintas VHS en las que se podía ver a Casimir Sucharski el día anterior al triple asesinato recibiendo graves amenazas por parte de dos hombres. Estas cintas aparecieron en el juicio de Seth Peñalver en el año 2012, sin embargo, por un motivo aun desconocido, dichas cintas fueron borradas estando bajo custodia policial. Según el experto que las analizó, contenían restos de un imán, con lo que se concluyó que habían sido borradas a propósito magnetizándolas. La fiscalía no permitió que se hablase sobre estas cintas en el juicio ni que se mencionase su existencia ni su estado ante el jurado.
Volvió a declarar Paul Manzella. El detective encargado del caso desde 1994, Paul Manzella, declaró nuevamente en este tercer juicio, donde reconoció que no siguió otras posibles líneas de investigación, como por ejemplo la de Johnny McGill, un hombre que tras el crimen acudió a comisaría, donde declaró que su jefe le había pedido quemar el Mercedes Benz de Casimir Sucharski. Johnny McGill apareció asesinado al día siguiente a la salida de un club nocturno, aunque a pesar de lo sospechoso de los acontecimientos Paul Manzella no realizó ninguna investigación al respecto. Igualmente, Paul Manzella declaró no haber seguido tampoco una pista que apuntaba a la participación en los crímenes de la familia criminal Gambino.
Seth Peñalver fue declarado no culpable en la repetición de su juicio en el año 2012, juicio en el que se le acusaba nuevamente de ser la segunda persona que aparecía en el vídeo de los crímenes. El juez no permitió que el jurado de este tercer juicio contra Pablo Ibar supiese que Seth Peñalver había sido declarado no culpable.
A pesar de todas las pruebas presentadas a favor de Pablo Ibar, el día 22 de mayo de 2019, nuevamente el jurado halló culpable de los hechos a Pablo Ibar, siendo condenado a cadena perpetua con las mismas pruebas que el Tribunal Supremo de Florida había considerado en 2016 “escasas” y “débiles”, y que fueron motivo de repetición del juicio. Cabe mencionar que, ya emitida la sentencia, uno de los miembros del jurado se retractó del veredicto de culpabilidad que había emitido, denunciando presiones durante el juicio. Sin embargo, el juez del caso, Dennis Bailey, simplemente decidió expulsarle y reemplazarle por un suplente, no permitiéndole participar en la deliberación sobre la condena que se le impondría a Pablo Ibar.

### Nueva prisión, apelación y nuevo testigo clave (2019-2025)
Tras ser condenado el 22 de mayo de 2019 a cadena perpetua con las mismas pruebas que el Tribunal Supremo de Florida había considerado en 2016 “escasas” y “débiles”, y que fueron el motivo de la repetición del juicio, Pablo Ibar cumple condena en el Okeechobee Correctional Institution (Institución Correccional de Okeechobee), donde tras tres años sin poder hacerlo, finalmente ha podido volver a tener contacto físico con su familia. Esta prisión, según el propio Pablo Ibar, es mucho más insegura y peligrosa que las anteriores; de hecho, su primer compañero de celda fue acuchillado. Pablo Ibar se lo encontró tras volver de comer con siete cuchilladas.
A los pocos días de llegar a la prisión de Okeechobee, Pablo Ibar escribió una carta de agradecimiento a los Gobiernos de España y del País Vasco, y a todas las personas, medios de comunicación e instituciones que le han dado voz y le han apoyado durante todos estos años, asegurando que con su apoyo "le han salvado la vida" y que "seguirá luchando para demostrar su inocencia".
Actualmente Pablo Ibar se encuentra trabajando junto a sus abogados en la apelación a su sentencia. Pablo Ibar recurrirá ante el Tribunal de Apelaciones del Cuarto Distrito de Florida. En el caso de no prosperar este recurso, a Pablo Ibar le quedarían varias posibilidades de apelación: ante el Tribunal Supremo de Florida, ante el Tribunal del Distrito Federal, y por último, ante el Tribunal Supremo de Estados Unidos. Esta apelación tendrá un coste estimado de 300.000 euros, de modo que la Asociación “Pablo Ibar – Juicio Justo” ha activado a través de su página web oficial un micromecenazgo para que cualquier persona puede realizar donativos con el objetivo de recaudar el máximo dinero posible de cara al costoso proceso de apelación.
En junio de 2025, la defensa de Pablo Ibar llevó a cabo una apelación, respaldada por un nuevo testigo que afirmó saber quiénes eran los verdaderos autores del crimen. Este testigo afirmó que formó parte de una banda colombiana en la que conoció a los dos autores reales del triple asesinato, proporcionando nombres, alias e indicios de reconocimiento directo de ambos perpetradores. El informante contactó con la asociación “Pablo Ibar – Juicio Justo” a través de redes sociales y aseguró que los supuestos culpables le confesaron los hechos directamente. La defensa, tras investigar los nombres y fotos de los supuestos autores, consideró que este testimonio es verídico y sólido, sosteniendo que el testigo aportó datos identificativos claros y concluyentes. En base a estas nuevas pruebas aportadas por este testigo clave, la defensa de Pablo Ibar presentó el día 22 de junio de 2025 una moción ante el tribunal, en la que se solicitó de nuevo la repetición del juicio ante un juez del condado de Broward.

## Pruebas sobre su inocencia
A continuación se enumeran las principales pruebas concluyentes sobre la inocencia de Pablo Ibar presentadas por su defensa:
- De las decenas de huellas halladas en la escena del crimen ninguna coincidía con las de Pablo Ibar.[44]
- El ADN hallado en la camiseta con la que se cubría el rostro el asesino no coincide con el de Pablo; esta camiseta contiene abundante ADN en saliva, sudor y sangre, habiendo sido detectado el origen en cinco personas: los tres asesinados y dos hombres aún sin identificar.[45]
- El pelo hallado en la escena del crimen no coincide con el de Pablo Ibar.[46]
- Tanto Pablo Ibar como Tanya Quiñones aseguran que pasaron la noche de los crímenes juntos en casa de Tanya, a varios kilómetros de los asesinatos.[47]
- El detective principal del caso, Paul Manzella, no siguió otras posibles líneas de investigación y pagó 1000 dólares a Gene Klemetzko para que declarase contra Pablo Ibar.[48]
- Craig Scarlett, el otro detective del caso, declaró bajo juramento que la rueda de reconocimiento no fue correcta y que Gary Foy podría haber sido inducido a elegir la fotografía de Pablo Ibar.[49]
- Según un experto, el perpetrador mide entre 2,5 y 3,5 pulgadas menos que Pablo Ibar.[50]
- El perpetrador entró a la casa de Casimir Sucharski con un palo, en el cual fueron halladas dos huellas dactilares; ninguna de ellas coincidía con las de Pablo Ibar.[51]
- Se borró una cinta bajo custodia policial donde se apreciaba a dos hombres amenazando gravemente a Casimir Sucharski la noche antes del asesinato.[35]
- El único testigo, Gary Foy, entró en contradicciones, siendo además un consumidor de narcóticos habitual, llegándose incluso a demostrar que tenía problemas personales con Pablo Ibar.[21]
- Un perito experto en identificación facial declaró que el hombre del vídeo de los crímenes no es Pablo Ibar.[52]

## Apoyo ciudadano e institucional
Durante años la Asociación contra la pena de muerte, Pablo Ibar ha luchado en nombre de Pablo recogiendo donativos habilitando un apartado en su web, (www.pabloibar.com), donde cualquier ciudadano puede realizar cualquier donativo con el fin de recaudar fondos suficientes de cara al nuevo juicio por el que Pablo Ibar y su defensa están peleando actualmente. Desde dicha asociación se llevan a cabo continuamente diversas acciones encaminadas a obtener recursos económicos para los juicios, tales como ruedas de prensa, manifestaciones y decenas de entrevistas, intentando sensibilizar a la gente dando a conocer el caso de Pablo Ibar.
En octubre del año 2019 la Asociación contra la pena de muerte, Pablo Ibar cambió su nombre, pasando a llamarse Asociación “Pablo Ibar – Juicio Justo”; este cambio se dio con la intención de lograr que Pablo Ibar tenga la oportunidad de un nuevo juicio con garantías, sintiéndose la asociación en la obligación de salir en defensa de Pablo Ibar ante la gravedad de la condena y la injusticia, dada la información de la que dispone la asociación, que se está cometiendo con Pablo Ibar. El objetivo final de la asociación es dar a conocer la situación que está sufriendo Pablo Ibar desde hace muchos años y conseguir ayuda que permita que se realice un juicio justo que demuestre su inocencia.
Institucionalmente Pablo Ibar ha recibido ayuda tanto desde el Gobierno del País Vasco como desde el Gobierno de España, desde los cuales se han ido aprobando en los presupuestos de ambas entidades partidas para apoyar económicamente a Pablo Ibar con los grandes gastos que acarrea un juicio de este tipo en Estados Unidos.

## Pablo Ibar y Los crímenes de Miramar en televisión
Debido a la relevancia que ha ido ganado el caso de Pablo Ibar con el paso de los años, la importante plataforma de televisión Movistar+ decidió en 2018 producir una serie de televisión sobre el caso de Pablo Ibar. Esta serie fue titulada En el corredor de la muerte, y se trata de una adaptación del aclamado libro En el corredor de la muerte, de Nacho Carretero. La producción corrió a cargo de Bambú Producciones, siendo el laureado Miguel Ángel Silvestre el encargado de interpretar a Pablo Ibar. La serie consta de cuatro capítulos en los que se cuenta la historia de Pablo Ibar, su familia y el caso de Los crímenes de Miramar, desde que Pablo sufrió su lesión en la ceja jugando a cesta punta hasta el último juicio finalizado en 2019. 
En el año 2020, HBO presentó El Estado contra Pablo Ibar, un documental que incluye escenas reales del asesinato, de los diversos juicios y de los testimonios, en el que intervienen todas las partes: los familiares de las víctimas, la familia de Pablo Ibar y los abogados que lo asesoran.